# 896 Sphinx
Sphinx (asteróide 896) é um asteróide da cintura principal com um diâmetro de 13,07 quilómetros, a 1,910515 UA. Possui uma excentricidade de 0,1639059 e um período orbital de 1 261,63 dias (3,45 anos).
Sphinx tem uma velocidade orbital média de 19,7035786 km/s e uma inclinação de 8,19136º.
Esse asteróide foi descoberto em 1 de Agosto de 1918 por Max Wolf.